# Angela Maria Guidi Cingolani
Angela Maria Guidi Cingolani (31 de outubro de 1896 - 11 de julho de 1991) foi uma política italiana. Ela era membro da Sociedade Democrática Cristã.

## Vida
Em 1948, após a queda dos fascistas do poder, ela foi eleita para o governo italiano de 1948 com várias outras mulheres.
Entre 1951 e 1953 foi a primeira mulher italiana a ser Secretária de Estado do Ministro da Indústria e Comércio.
Guidi Cingolani morreu em Roma em 1991.